# Sinusové pravítko

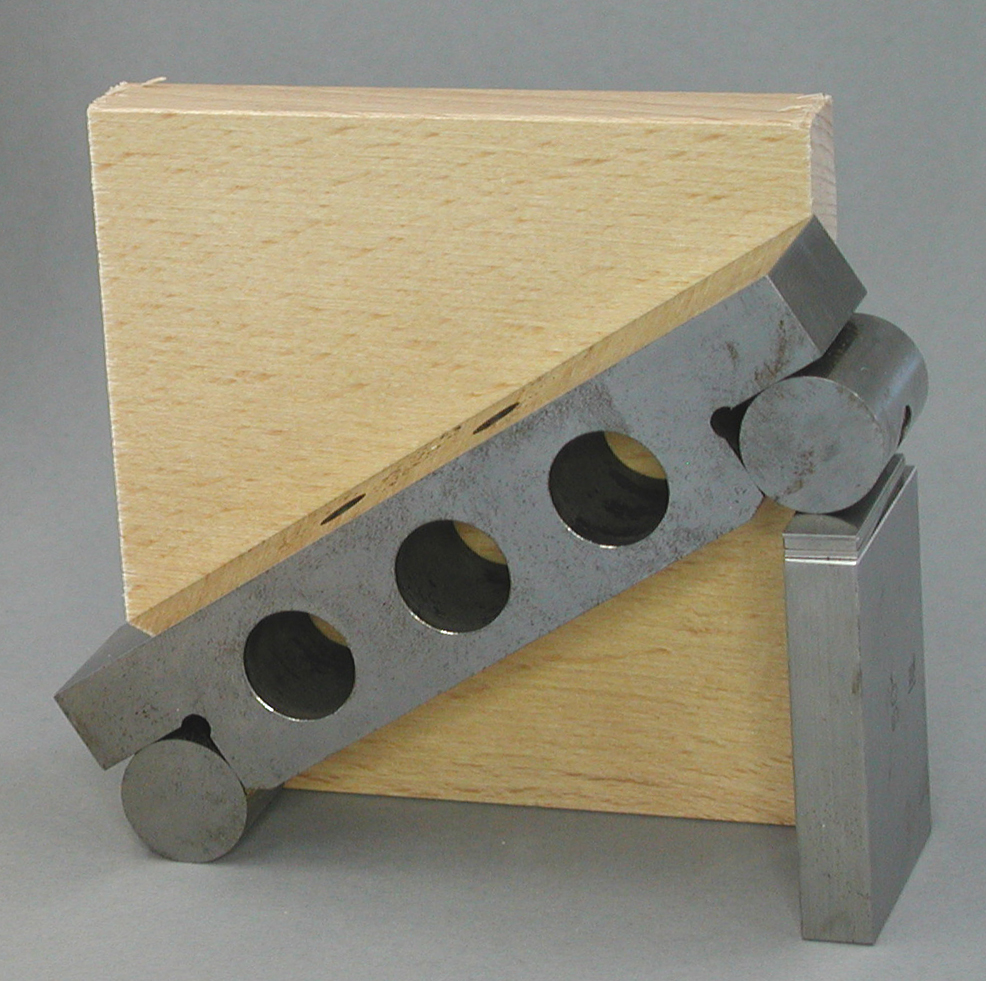
Sinusové pravítko

Sinusové pravítko je měřící pomůcka, sloužíci k nastavení úhlu vzhledem k základní vodorovné rovině, kterou obvykle představuje příměrná deska.

## Princip
Základem sinusového pravítka jsou dva rovnoběžné válce se stanovenou osovou vzdáleností L. Pokud jeden z válců zvedneme (podložíme) o míru x, nakloní se spojnice os válců o úhel α a platí: {\displaystyle \sin \alpha ={\frac {x}{L}}}

## Použití
Pro kontrolu úkosu 1:U vypočteme jeho úhel α a z něho stanovíme potřebnou míru x: {\displaystyle x=L\cdot {\mbox{sin }}\alpha }. Rozměr x sestavíme z koncových měrek a jimi podložíme váleček.
Pro kontrolu kuželovitosti potřebujeme sinusové pravítko opatřené středícími hroty. Zde kontrolujeme poloviční úhel α/2 daný kuželovitostí 1:K.
Úkos i kuželovitost pak kontrolujeme pomocí úchylkoměru nebo nádrhu.

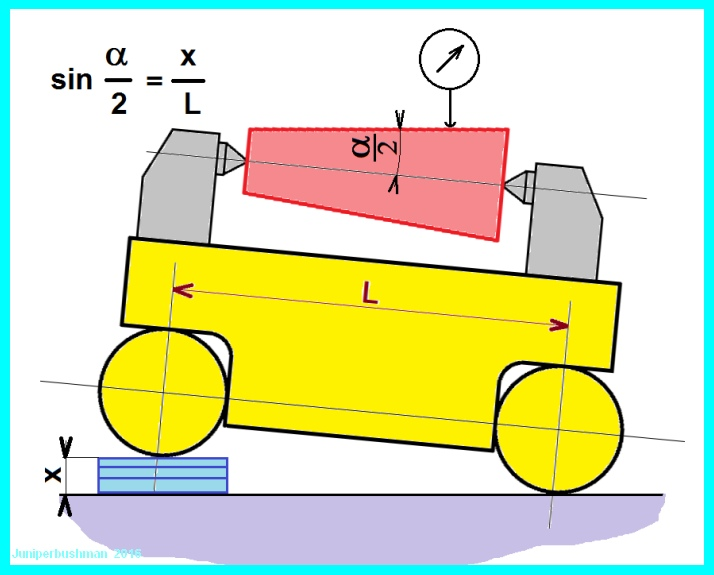
Použití sinusového pravítka pro kontrolu kužele
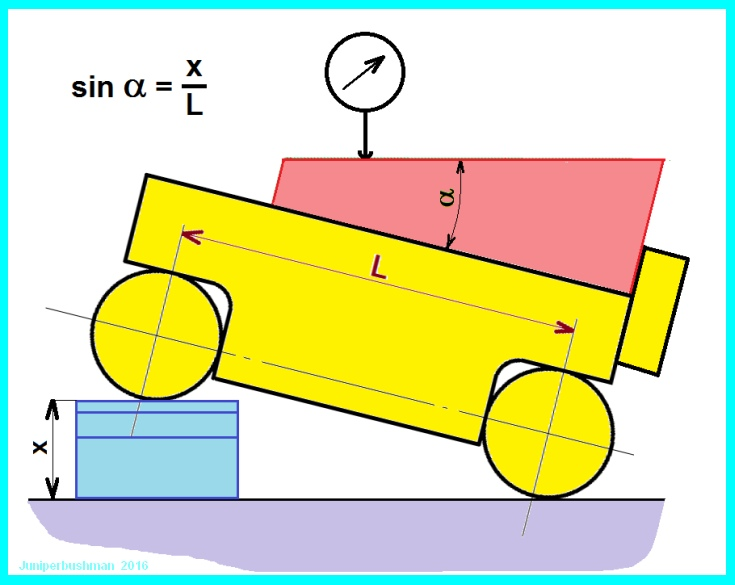
Použití sinusového pravítka pro kontrolu úkosu

## Příklady
1.
Zkontrolujte úkos 1:35 s tolerancí ±2´ v délce 80 mm. K dispozici máme sinusové pravítko o jmenovité délce L = 200 mm.
Úkos 1:35 představuje úhel α = 1°38´12´´. Z toho plyne x = 5,71. Tolerance ±2´v délce 80mm představuje rozdíl ±0,047.
2.
Zkontrolujte kuželovitost 1:12 pomocí sinusového pravítka o délce L = 200 mm.
Kuželovitost 1:12 představuje úhel α/2 = 2°23´09´´. Z toho plyne x = 8,325 mm.